# Batalla de Ichi-no-Tani

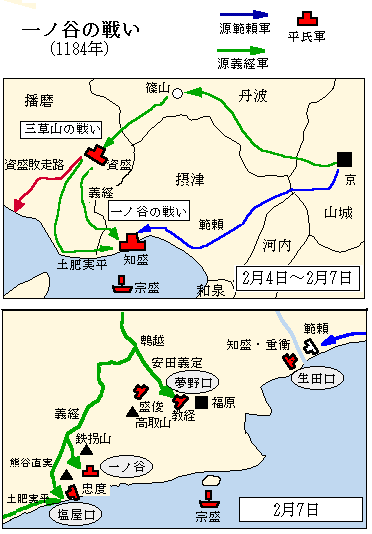
Desarrollo de la batalla de Ichi-no-Tani.
Arriba: El clan Minamoto se divide en dos fuerzas, Yoshitsune (en verde) y Noriyori (en azul); Yoshitsune batalla con un contingente Taira antes de dividirse y rodear Ichi-no-Tani en tres días (al centro).
Abajo: Ampliación del complejo de Ichi-no-Tani, hay varios contingentes del clan Taira (en rojo) defendiendo varias posiciones; la fortaleza principal es la segunda a la izquierda.

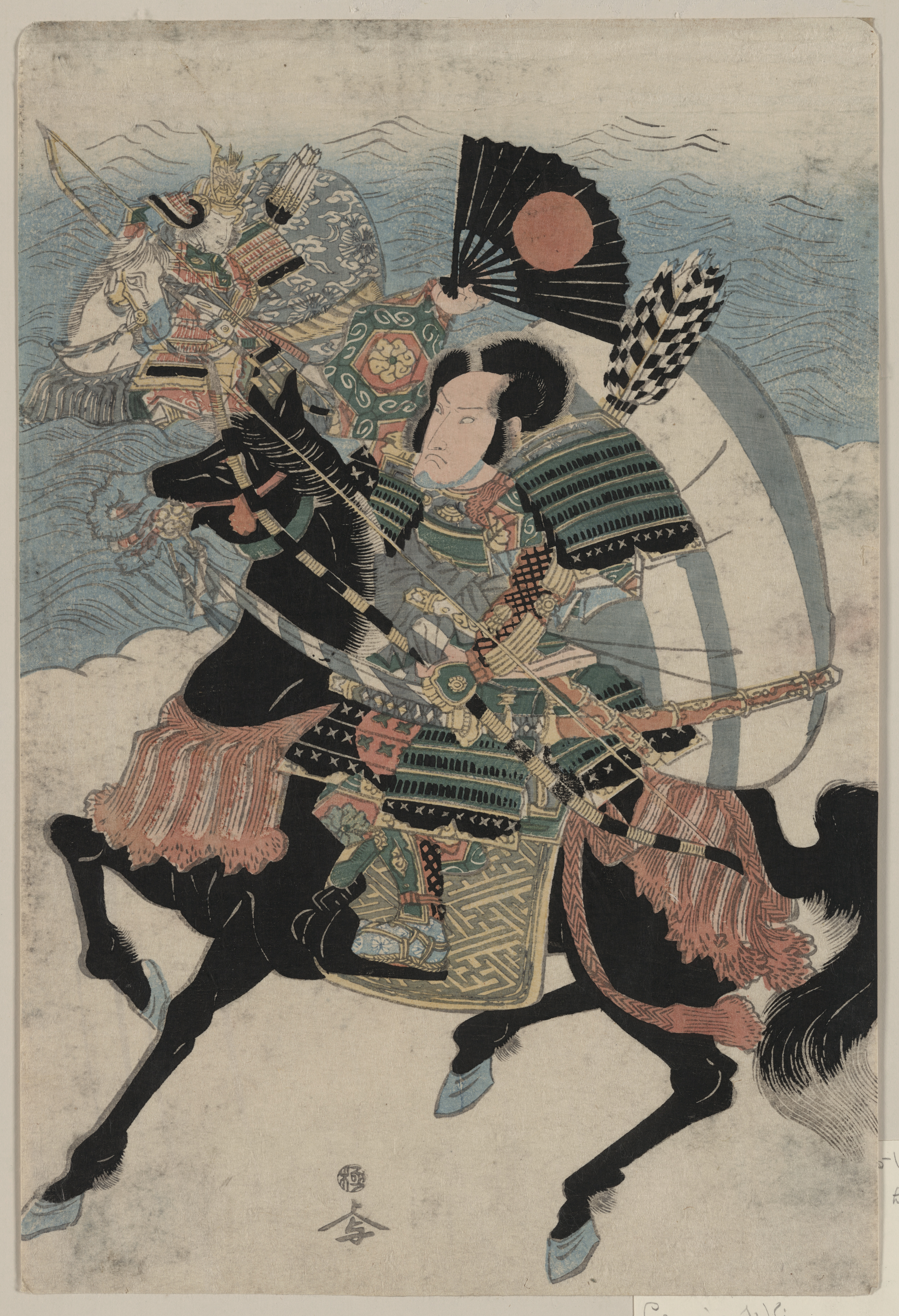
Los guerreros Kumagai Naozane y Taira no Atsumori, c. 1820.

Batalla de Ichi-no-Tani: Batalla entre el clan Taira y el clan Minamoto durante las Guerras Genpei.
Yoshitsune, Noriyori y Benkei fueron asignados a combatir en las provincias occidentales contra el clan Taira y el 13 de marzo de 1184 llegan a las cercanías del Mar Interior de Seto y hasta Ichi-no-Tani, una importante fortaleza costera dominada por los Taira en la provincia de Harima, al oeste de la actual Kōbe; este lugar fue el sitio de retirada del clan Taira cuando Yoshinaka los expulsó de Kioto el año anterior. Adicionalmente la fortaleza de Ichi-no-Tani estaba reforzada con dos pequeños fuertes, Mikusuyama, al norte e Ikuta no Mori al oeste y la parte trasera de la fortaleza estaba protegida por una elevación; para poder atacar Ichi-no-Tani, primero debían atacarse los fuertes que rodeaban.
Yoshitsune tuvo que aplicar tácticas de combate para poder realizar su objetivo, dividió inicialmente su ejército en dos grupos: uno dirigido por él mismo y que consistiría en 10 000 hombres y que avanzaría por el oeste; mientras que una fuerza de 50.000 hombres estaría bajo el mando de Noriyori que avanzaría por el este. En la noche del 18 de marzo se acercó el flanco occidental al fuerte de Mikusuyama y lograron destruirlo, dejando alrededor de 500 muertos de parte del clan Taira, los tres nietos de Taira no Kiyomori que defendían el fuerte huyeron a la isla de Shikoku, al sur del Mar Interior de Seto.
Con esta acción Yoshitsune divide nuevamente su ejército en dos partes: una de 7000 hombres al mando de Doi Sanehira y que iría por el oeste de Ichi-no-Tani; en cambio Yoshitsune seguiría comandando una fuerza de 3.000 hombres que escalarían los montes escarpados que protegían la parte trasera de la fortaleza. Inmediatamente tanto las fuerzas de Noriyori como las de Sanehira atacaron a los hombres del clan Taira tanto en el fuerte de Ikuta no Mori como en la parte baja de la fortaleza. Así el grupo de Yoshitsune comenzó a bajar de la escarpada parte trasera de la fortaleza, teniendo a Benkei como guía, ya que dicha labor era imposible de realizar; los Taira creyendo que todos los hombres de Yoshitsune estaban peleando en los dos frentes, no pudieron hacer nada cuando los vieron entrar directamente sobre la fortaleza.
Esta batalla fue la más importante de la guerra, sobre todo por los combates individuales que ocurrieron y por la presencia de los hombres más fuertes del clan Taira. Muchos de los pasajes de este combate están dramatizados en la obra Heike Monogatari, así como en obras de teatro nō y kabuki. Al final, el clan Taira fue desmoralizado y derrotado, muchos huyeron en barcas a Yashima, hacia el sur; sin embargo, Taira no Tadanori, uno de los comandantes de la fortaleza fue asesinado y Taira no Shigehira, otro comandante, fue hecho prisionero y posteriormente ejecutado por vergüenza al no cometer seppuku.